# Paʻanga tongano
Il paʻanga è la valuta di Tonga. La sua circolazione è controllata dalla National Reserve Bank of Tonga (Pangikē Pule Fakafonua ʻo Tonga) in Nukuʻalofa.
Il paʻanga non è convertibile ed è legato a un paniere di valute che comprende i dollari australiano, neozelandese e statunitense e lo yen.
Il paʻanga è suddiviso in 100 seniti, il codice ISO è TOP e usualmente è abbreviato con T$ (¢ per il seniti). In Tonga il paʻanga è spesso chiamato "dollar" in inglese e il seniti è chiamato cent. Esiste anche un'altra unità, lo hau (1 hau = 100 paʻanga) ma non è usata nella vita quotidiana e si trova solo su emissioni commemorative e grandi tagli.

## Etimologia
L'Entada scandens, in lingua tongana paʻanga, è una leguminosa rampicante che produce grandi baccelli con dei grandi semi marrone-rossastri. I semi sono arrotondati, arrivano a 5 centimetri di diametro e sono spessi 1–2 cm. Infilati assieme sono usati come cavigliere, per costumi per ballare il kailao. Sono anche usati come pezzi per giocare in un antico gioco di lancio, il lafo.
Il 1º dicembre 1806 i tongani attaccarono la nave Port-au-Prince che passava, per impossessarsene. Non ci riuscirono in quanto l'equipaggio affondò la nave.
Il capo di Haʻapai, Fīnau ʻUlukālala, decise di passare alla fase successiva, il saccheggio di tutto ciò che potesse essere utile. Nel suo giro di ispezione trovò la cassa della nave. Non sapendo che cosa fosse il denaro, credette che le monete fossero dei paʻanga. Infine, non vedendo nulla di valore, ordinò che i resti della nave fossero bruciati. Fu molto più tardi che William Mariner, l'unico sopravvissuto di questo attacco, gli disse che quei pezzi di metallo erano di grande valore e non semplici sassi per giocare.
Quando Tonga decimalizzò la propria valuta decise di non chiamare l'unità principale dollaro perché la parola in lingua tongana, tola, si usa per il muso di un maiale, la parte finale di una noce di cocco, o, in linguaggio volgare, una bocca. Pa'anga, invece è tradotta come denaro.
Mariner riportò anche le affermazioni di Fīnau ʻUlukālala:
«Se il denaro è fatto di ferro e potesse essere convertito in coltelli, asce e scalpelli ci sarebbe un certo senso ad attribuirgli un valore, ma così come è, non ne vedo nessuno. Se un uomo ha più igname di quello che gli serve, può darlo via per un po' di maiale. [...] Certo, il denaro è molto più maneggevole e più comodo, ma poi, dato che non si rovina se lo si mette da parte, le persone lo tesaurizzerebbero invece di condividerlo come un capo dovrebbe fare, e così diventerebbero egoisti. [...] Adesso ho capito molto bene che cosa è che rende il papālangi [uomo bianco] così egoista - è questo denaro!»

## Storia
Il paʻanga è stato introdotto il 3 aprile 1967. Sostituì la sterlina tongana al cambio di 1 sterlina = 2 paʻanga. Fino all'11 febbraio 1991 il paʻanga aveva un rapporto fisso alla pari con il dollaro australiano. Da allora è stato fissato con un paniere di valute, ma ciò nonostante il paʻanga si è progressivamente svalutato. Ad esempio nel 2006 erano necessari T$1,60 per acquistare 1 AUD. Tassi di cambio ufficiali sono pubblicati quotidianamente dalla National Reserve Bank, che è stata fondata il 1º luglio 1989; i tassi di cambio sono pubblicizzati verso la fine della giornata anziché all'inizio della mattina. Questa pratica crea l'impressione che il tasso di cambio sia determinato scegliendo quello più conveniente.

## Monete
| Paʻanga "FAO"           | Paʻanga "FAO"                                    |
| ----------------------- | ------------------------------------------------ |
|                         |                                                  |
| Regina Salote Tupou III | Donna al lavoro. Sotto RURAL WOMEN'S ADVANCEMENT |

Nel 1967 furono emesse monete con i valori di 1, 2, 5, 10, 20 e 50 seniti e da 1 paʻanga. I pezzi da 1 e 2 seniti erano coniati in bronzo e gli altri in cupronichel. Le monete da 50 seniti e da 1 paʻanga furono coniate in piccole quantità dato che esistevano, per questi valori, anche le banconote. Nel 1974 è stato introdotto il pezzo da 50 seniti di forma dodecagonale, anche se l'equivalente banconota è stata stampata fino al 1983.
In circolazione ci sono monete da 1, 2, 5, 10, 20 e 50 seniti. Attualmente le monete da 1 e 2 seniti stanno diventando poco comuni, data la perdita di valore causata dall'inflazione di circa il 10%, e sono disponibili solo per poco tempo dopo la loro coniazione. I prezzi sono in genere arrotondati ai 5 o 10 seniti.
La prima serie mostrava la regina Salote Tupou III, due anni dopo la sua morte. Al rovescio erano rappresentanti: una tartaruga gigante sui pezzi da 1 e 2 seniti, un fascio di grano e stelle su quelli da 5 e 10 seniti e lo stemma di Tonga sulle monete di maggior valore. Dal 1968 apparve il ritratto di re Taufa'ahau Tupou IV volto a destra.
Dal 1975 tutte le monete hanno la parola "Tonga" al diritto e l'iscrizione "Fakalahi meʻakai" (in tongane: "Cresca più cibo") al rovescio. Il re è rappresentato in uniforme militare. I valori e i tipi sono:
| Valore    | Diametro | Composizione | 1975-1979            | 1975-1979                                                          | 1981-                | 1981-                                                              |
| Valore    | Diametro | Composizione | Rovescio             | Dritto                                                             | Rovescio             | Dritto                                                             |
| --------- | -------- | ------------ | -------------------- | ------------------------------------------------------------------ | -------------------- | ------------------------------------------------------------------ |
| 1 seniti  | 18 mm    | Bronzo       | Mais                 | Maiale                                                             | Mais                 | Vaniglia                                                           |
| 2 seniti  | 21 mm    | Bronzo       | Cucurbita pepo       | PLANNED FAMILIES FOOD FOR ALL, sei persone che si tengono per mano | Taro                 | PLANNED FAMILIES FOOD FOR ALL, sei persone che si tengono per mano |
| 5 seniti  | 19 mm    | Cupronickel  | Chioccia con pulcini | Banane                                                             | Chioccia con pulcini | Noce di cocco                                                      |
| 10 seniti | 24 mm    | Cupronickel  | Re                   | Mucche                                                             | Re                   | Banane                                                             |
| 20 seniti | 29 mm    | Cupronickel  | Re                   | Alveare                                                            | Re                   | Igname                                                             |
| 50 seniti | 32–33 mm | Cupronickel  | Re                   | Pesci intorno a un vortice                                         | Re                   | Pomodori                                                           |

Il re è rappresentato di fronte sulle monete da 10, 20 e 50 seniti, sotto le iniziali FAO.
Tonga ha emesso molte serie commemorative. Sono particolari le serie da un paʻanga coniate tra il 1977 e il 1981. Sono rettangolari e si riferiscono tutte a tematiche di sviluppo agricolo-alimentare. Per ogni moneta è stata coniata una versione in cupronichel e una in argento da 24,5 grammi al 999/1000.

## Banconote
Nel 1967 furono introdotte da parte del governo le banconote (che recavano il ritratto della regina Salote Tupou III) con i valori di ½, 1, 2, 5 e 10 paʻanga. Dal 1974 sulle banconote è rappresentato re Taufa'ahau Tupou IV. Il pezzo da ½ paʻanga è stato emesso fino al 1983, e quello da 20 paʻanga è stato invece introdotto nel 1985, seguito dai 50 paʻanga nel 1988. Dal 1992 la National Reserve Bank of Tonga ha preso in carico l'emissione della cartamoneta.
Il fronte dei biglietti è scritto in lingua tongana e mostra il ritratto di re Taufa'ahau Tupou IV. Il recto è scritto in lingua inglese e mostra tipici motivi e paesaggi di Tonga: il trilito Haʻamonga ʻa Maui, il palazzo reale, la Banca tongana di sviluppo, il porto di Vava'u (due volte; la prima come era intorno al 1900, e l'altra come si presenta ora), e la fabbricazione di tapa (o ngatu), un tessuto tipico dell'Oceania.
|  |  |
|  |  |
|  |  |
|  |  |
|  |  |
|  |  |